# Х-23
Х-66 и Х-23 (по кодификации НАТО — AS-7 Kerry) — советские тактические управляемые ракеты класса «воздух-поверхность» дальностью порядка 10 км разработки КБ завода № 455 в Калининграде (позднее ОКБ «Звезда»). Предназначались для уничтожения небольших наземных и морских объектов.

## История

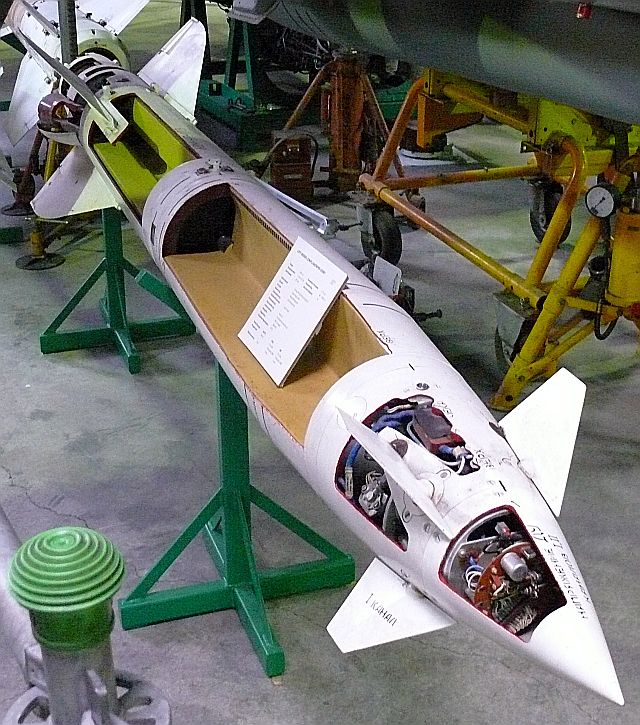
Разрезной макет Х-23.

В 1963 году были проведены испытания по применению ракет РС-2УС класса «воздух-воздух» по наземным целям. Такой вариант применения был признан возможным, но нецелесообразным из-за малой точности ракеты и слабой боевой части. В 1965 году Вьетнам, успев убедиться в эффективности американской ракеты AGM-12 «Булл-пап» в разгоревшейся Вьетнамской войне, запросил Советское правительство о возможности поставки ракет класса «воздух-земля». В ответ на этот запрос, ОКБ Микояна совместно с Государственным научно-исследовательским институтом авиационных систем разработали технические предложения по разработке такой ракеты. Пройдя одобрение на коллегии Министерства авиационной промышленности (МАП) технические предложения были переданы в ОКБ-134 (с 1966 года — МКБ «Вымпел») и на завод № 455 (с 1966 года — «Калининградский машиностроительный завод»).
ОКБ-134 разрабатывала ракету под обозначением Х-23 управляемую лётчиком с помощью радиокомандной системы наведения. Но, выполнить требования по интеграции системы наведения в существующие типы самолётов ОКБ-134 не удавалось, сроки выполнения проекта затягивались. Весной 1966 года ВВС СССР приняли предложение завода № 455 о разработке ракеты на основе отработанного принципа наведения по лучу самолётной РЛС и с использованием уже выпускаемых заводом узлов серийных ракет РС-2УС и Р-8, включая двигатель, аппаратуру наведения и элементы корпусов, базировавшееся на эксперименте с применением РС-2УС по наземным целям с самолёта МиГ-19ПМ. Основным требованием к ракете было размещение мощной 100-килограммовой боевой части.
12 марта 1966 года, для разработки КД ракеты получившей обозначение Х-66, на заводе № 455 приказом № 100 МАП из серийного отдела, сопровождавшего на производстве ракеты РС-2УС и Р-8, было создано опытно-конструкторское бюро (ОКБ). Руководителем нового ОКБ был назначен Юрий Николаевич Королёв. Двигатель Х-66 заимствовался у Р-8, при этом он оснащался двухсопловым блоком, как у ракеты РС-2УС, выводившим истекающие газы по бокам корпуса (так как в хвостовом отсеке размещалась приемная аппаратура и антенна радиокомандной системы наведения). С ракеты РС-2УС была взята система наведения по направленному радиолучу самолётного радиолокационного прицела РП-21 и узел подвески.
Лётные испытания Х-66 были проведены в период с 1967 по 1968 год и закончились принятием её на вооружение, согласно приказу министра обороны № 0075 от 20 июня 1968 года.

### Х-23
МКБ «Вымпел» сосредоточилось на разработке ракет «воздух-воздух», передав наработанный задел по ракете Х-23 с более совершенной радиокомандной пропорциональной системой наведения в ОКБ «Звезда». Разработка в Калининградском КБ новой ракеты принявшей индекс Х-23 была начата ещё до завершения испытаний Х-66. К заводским лётным испытаниям эти ракеты были подготовлены в конце 1967 года.
Собранные десять ракет Х-23 («изделие 68») испытывались с конца 1967 года по конец 1969 года. На этих испытаниях было выявлено влияние продуктов горения трассёра на приёмник радиокомандной системы также размещённый в хвостовой секции, что потребовало доработки ракет.
Государственные испытания (ГИ) ракеты Х-23 в составе вооружения самолётов МиГ-23 и МиГ-23Б были начаты 20 марта 1970 года. К 3 октября 1973 года, моменту завершения ГИ, было выполнено большое количество пробных пусков. В 1974 году Х-23 была принята на вооружение.

## Тактико-технические характеристики
- Масса: 289 кг
- Боевая часть: ОФ/кумулятивная
  - Масса БЧ: 111 кг
- Система наведения: радиокомандная
- Дальность: 10 км
- Скорость ракеты: 800 м/с

## Модификации

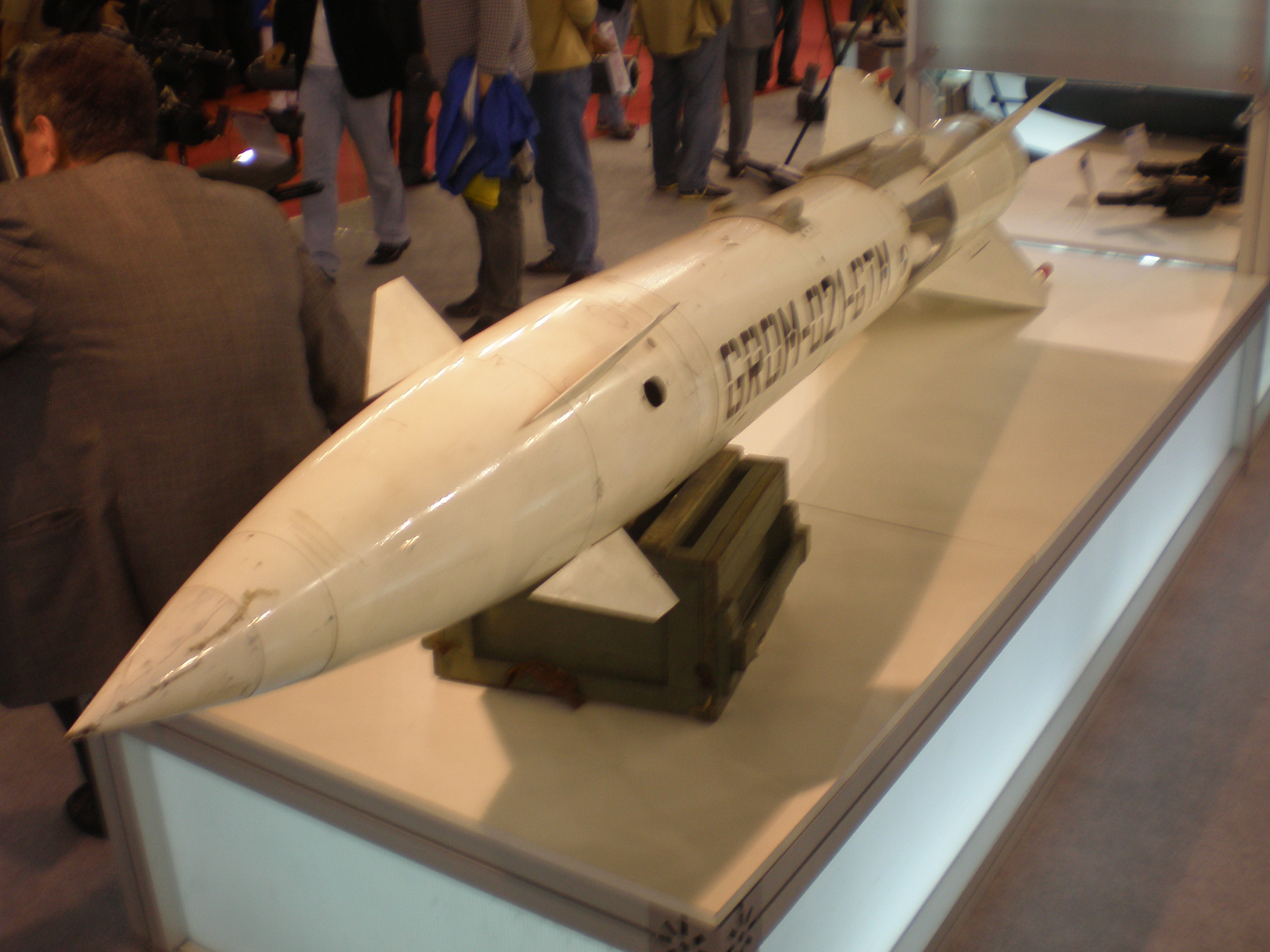
Сербская ракета «Гром», основанная на Х-23

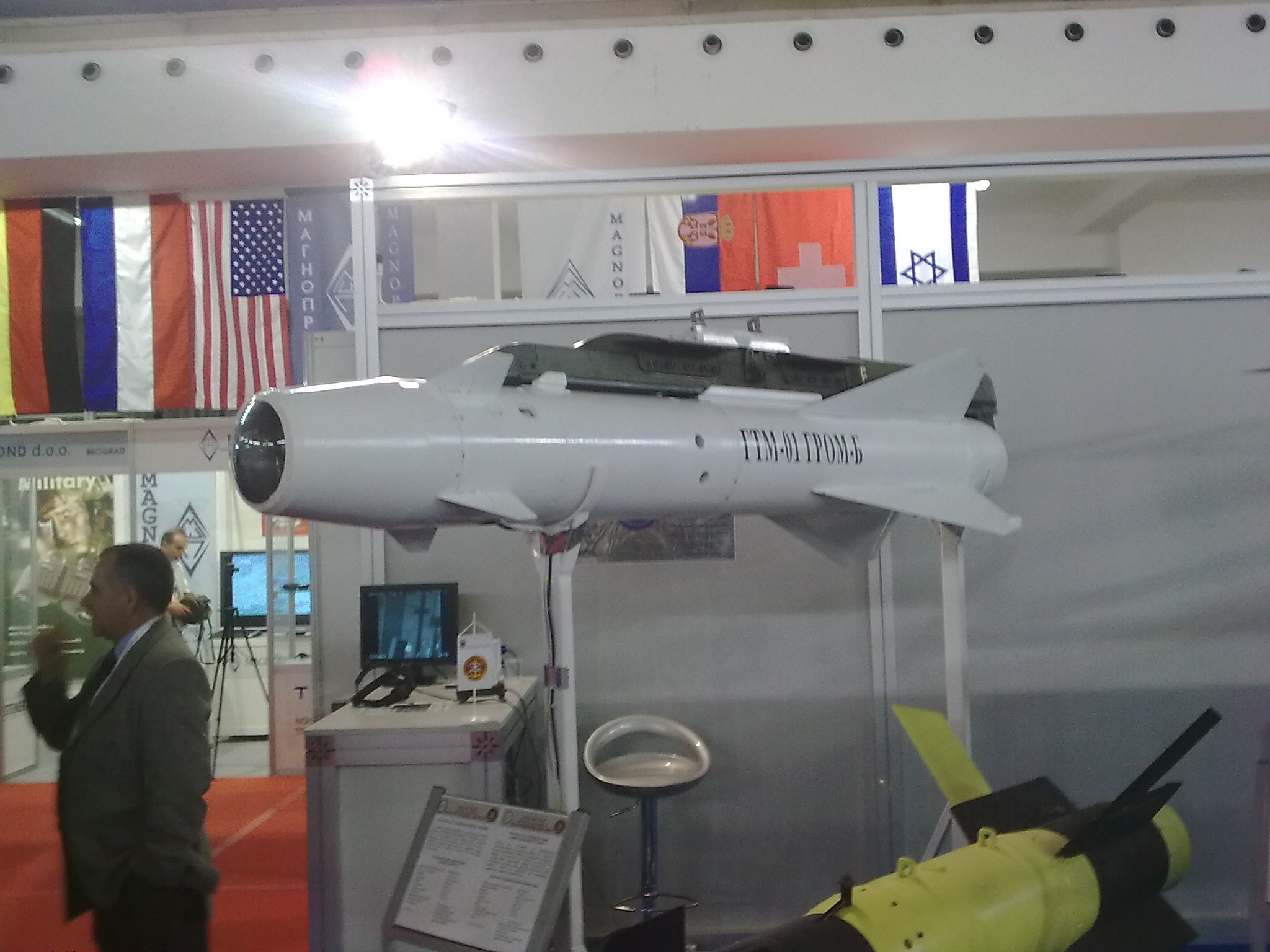
Сербский «Гром-Б» с ТВ ГСН на выставке Partner 2009

- Х-66 — первый вариант ракеты принятый на вооружение в 1968 году и основанный на конструкции Р-8
- Х-23 («Изделие 68») — базовый вариант
- Х-23М — улучшенная Х-23 с электроникой от семейства ракет Х-25
- А921 — румынский вариант, изготавливавшийся по лицензии на румынских предприятиях (90%) с советскими комплектующими (10%) и поставлявшийся на экспорт[8]
- Гром (Гром 02) — сербская версия с радиокомандным наведением, созданная в 1980-х годах.[9]
- Гром-Б (Гром 2) — сербская модификация оснащённая телевизионной ГСН, разработана во второй половине 1990-х годов Белградским военно-техническим институтом. ТВ ГСН основана на конструкции ГСН американской AGM-65B «Мэверик», возможно использование современной ПЗС-матрицы большего разрешения и принципов цифровой обработки сигнала[9][10].

## Состоит на вооружении
- СССР - (До распада СССР)
- Болгария[11]
- Индия
- Ирак
- Польша
- Румыния (А921)
- Сербия (Гром)